# Falcão (Venezuela)
Falcão (em castelhano: Falcón) é um dos estados da Venezuela.

## Municípios
1. Acosta (San Juan de los Cayos)
2. Bolívar (San Luis)
3. Buchivacoa (Capatárida)
4. Cacique Manaure (Yaracal)
5. Carirubana (Punto Fijo)
6. Colina (Coro)
7. Dabajuro (Dabajuro)
8. Democracia (Pedregal)
9. Falcón (Pueblo Nuevo)
10. Federación (Churuguara)
11. Jacura (Jacura)
12. Los Taques (Santa Cruz de Los Taques)
13. Mauroa (Mene de Mauroa)
14. Miranda (Santa Ana de Coro)
15. Monseñor Iturriza (Chichiriviche)
16. Palmasola (Palmasola)
17. Petit (Cabure)
18. Píritu (Píritu)
19. San Francisco (Mirimire)
20. Silva (Tucacas)
21. Sucre (La Cruz de Taratara)
22. Tocopero (Tocopero)
23. Unión (Santa Cruz de Bucaral)
24. Urumaco (Urumaco)
25. Zamora (Puerto Cumarebo)